# Vitsands landskommun
Vitsands landskommun var en tidigare kommun i Värmlands län.

## Administrativ historik
Kommunen inrättades i Vitsands socken i Fryksdals härad när 1862 års kommunalförordningar trädde i kraft 1863. 
Vid kommunreformen 1952 inkorporerades Nyskoga landskommun.
1967 upphörde kommunen, då den gick upp i Torsby landskommun som 1971 ombildades till Torsby kommun.
Kommunkoden 1952-1966 var 1739.

### Kyrklig tillhörighet
I kyrkligt hänseende tillhörde kommunen Vitsands församling. Den 1 januari 1952 tillkom Nyskoga församling.

## Geografi
Vitsands landskommun omfattade den 1 januari 1952 en areal av 398,07 km², varav 381,61 km² land.

### Tätorter i kommunen 1960
I Vitsands landskommun fanns den 1 november 1960 ingen tätort. Tätortsgraden i kommunen var då alltså 0,0 procent.

## Politik

### Mandatfördelning i valen 1938-1962
| 8 | 8 | 4 |

| 20 |

| 7 | 9 | 4 |

| 19 |

| 9 | 8 | 3 |

| 18 |

| 13 | 15 | 4 | 3 |

| 31 |

| 13 | 14 | 4 | 4 |

| 30 | 5 |

| 12 | 15 | 5 | 3 |

| 27 | 8 |

| 11 | 16 | 5 | 3 |

| 29 | 6 |